# Ewa Ogrodzka-Mazur
Ewa Ogrodzka-Mazur (ur. 1962) – polska pedagog, profesor nauk społecznych Instytutu Pedagogiki Wydziału Nauk Społecznych Uniwersytetu Śląskiego w Katowicach i Instytutu Nauk Humanistycznych i Społecznych Małopolskiej Uczelni Państwowej im. rotmistrza Witolda Pileckiego w Oświęcimiu.

## Życiorys
W 1988 ukończyła studia pedagogiczne w Uniwersytecie Śląskim w Katowicach, 12 października 1993 obroniła pracę doktorską, 26 lutego 2008 habilitowała się na podstawie pracy zatytułowanej Kompetencja aksjologiczna dzieci w młodszym wieku szkolnym. Studium porównawcze środowisk zróżnicowanych kulturowo. 9 lutego 2017 nadano jej tytuł profesora w zakresie nauk społecznych.
Została zatrudniona na stanowisku profesora w Wyższej Szkole Administracji w Bielsku-Białej na Wydziale Nauk Humanistycznych i Studiów Międzynarodowych.
Objęła funkcję profesora nadzwyczajnego w Instytucie Pedagogiki na Wydziale Nauk Społecznych Uniwersytetu Śląskiego w Katowicach i w Instytucie Pedagogiki Małopolskiej Uczelni Państwowej im. rotmistrza Witolda Pileckiego w Oświęcimiu.
Była prodziekanem na Wydziale Etnologii i Nauk o Edukacji w Cieszynie Uniwersytetu Śląskiego.